# Dundocera angolana
Dundocera angolana är en spindelart som först beskrevs av Machado 1951.  Dundocera angolana ingår i släktet Dundocera och familjen Ochyroceratidae.
Artens utbredningsområde är Angola. Inga underarter finns listade i Catalogue of Life.